# Malapa
Malapa is een grottencomplex in Zuid-Afrika, gelegen op 15 kilometer ten noordoosten van Sterkfontein en Swartkrans en 45 kilometer ten noordnoordwesten van de stad Johannesburg. De grotten kregen bekendheid toen er een groot aantal botfragmenten en skeletfragmenten werden gevonden van mensapen.
Malapa ligt binnen het werelderfgoed de Wieg van de mensheid. Meer dan een derde van alle fossiele bewijzen over de oorsprong van de mens komt uit dit gebied. De regio is daarom een van de meest onderzochte plaatsen in Afrika.

## Onderzoek
In maart 2008 maakte Lee Berger van de Universiteit van Witwatersrand een verkenningstocht naar de Wieg van de mensheid om de grotten die hij en zijn collega’s de afgelopen jaren hadden ontdekt in kaart te brengen. Dit om de bekende vindplaatsen van fossielen op Google Earth te kunnen zetten en te kunnen delen met zijn collega's. Bij aanvang van zijn project waren er ongeveer 130 grotten bekend in het gebied en 20 vindplaatsen van fossielen. Tegen juli 2008 had Berger het gebied in kaart gebracht, waarbij hij onder andere door satellietfoto's 500 nieuwe grotten ontdekte. Hierbinnen lagen 25 nieuwe vindplaatsen van fossielen.
Eind juli dat jaar ontdekte professor Berger via Google Earth een reeks grotten die leidden naar een nog lege plek op de kaart. Hij vermoedde dat hier meer grotten te vinden waren. Op 1 augustus stuurde hij geoloog Paul Dirks naar dit gebied. Hij ontdekte vrijwel direct een rijkgevulde fossielvindplaats.
Op 15 augustus kwam Berger terug bij het gebied met zijn student Job Kibii en zoon Matthew. Matthew ontdekte de eerste restanten van de voorouders van de mens; een sleutelbeen. Op 4 september 2008 kwam Berger nogmaals terug naar de locatie met meer collega's. Nu werd een gedeelte van een skelet ontdekt.

## Ontdekkingen
De fossielen gevonden in Malapa zijn de best bewaarde restanten van menselijke voorouders die ooit zijn gevonden. Zo zijn er skeletten gevonden van mensachtigen van meer dan 2 miljoen jaar oud, waaronder van de Australopithecus sediba.
De fossielen werden ontdekt in een hard gesteente dat vermoedelijk is ontstaan op de bodem van een ondiep meer of waterbron.